# Nick Kamen
Nick Kamen, né le 15 avril 1962 à Harlow (Essex, Angleterre), et mort à Londres le 4 mai 2021, est un mannequin et un chanteur britannique de la fin des années 1980.

## Biographie
Sa première apparition remonte à 1984, quand Ray Petri publie sa photo en couverture du magazine The Face. La photographie le représente portant un bonnet de ski, un col roulé orange et des lunettes de soleil Ray-Ban aviator. Ses lèvres ont été blanchies au zinc et il a un sparadrap jaune sur un sourcil. Au-dessus de lui, on peut lire en caractères gras le mot « HOT » - ironique au milieu d'un hiver froid à Londres.
Après des débuts dans la publicité (notamment pour Levi's dans laquelle il se déshabillait dans une laverie automatique), il se lance dans la chanson grâce notamment au concours de Madonna. Il interprète le titre Each Time You Break My Heart en 1987 qui parvient à se classer 8e au Top 50 et obtient une certification de disque d'argent.
Durant l'été 1990, il classe le titre I Promised Myself qui culmine à la 11e place au Top 50 en France. Une version remixée sort en 2004. I Promised Myself a été reprise en 2003 par le groupe suédois A*Teens, et par le chanteur espagnol José Galisteo en 2007.
En décembre 2018, il déclare sur Instagram être atteint d'un cancer de la moëlle osseuse. Il en meurt le 4 mai 2021, à l'âge de 59 ans

## Discographie

### Albums studio
- 1987 - Nick Kamen
- 1988 - Us
- 1990 - Move Until We Fly
- 1992 - Whatever, Whenever

### Compilations
- 1988 - Loving You
- 1991 - Each Time You Break My Heart
- 2020 - The Complete Collection (Coffret 6CD inclus les 4 albums studio remastérisés, singles, remixes, instrumentaux, raretés + 2 reprises inédites So Sad de The Everly Brothers & Right on Track de The Breakfast Club)

### Singles
- 1986 - Each Time You Break My Heart
- 1987 - Loving You Is Sweeter Than Ever
- 1987 - Nobody Else
- 1987 - Come Softly To Me
- 1987 - Win Your Love
- 1988 - Tell Me
- 1988 - Bring Me Your Love
- 1989 - Don´t Hold Out
- 1990 - I Promised Myself
- 1990 - Oh How Happy
- 1990 - Looking Good Diving
- 1991 - Agony And Ecstasy
- 1992 - You´re Not The Only One
- 1992 - We´ll Never Lose What We Have Found
- 2003 - I Promised Myself (Recall)